# Superkubok Rossii 2020
La Supercoppa di Russia 2020 (ufficialmente in russo Суперкубок России 2020?, Superkubok Rossii 2020) è stata la diciottesima edizione della Supercoppa di Russia.
Si è svolta il 7 agosto 2020 alla VEB Arena di Mosca tra lo Zenit San Pietroburgo, vincitore della Prem'er-Liga 2019-2020 e della Coppa di Russia 2019-2020, e la Lokomotiv Mosca, seconda classificata della Prem'er-Liga 2019-2020. Lo Zenit San Pietroburgo ha conquistato il trofeo per la quinta volta nella sua storia, vincendo per 2-1 contro la Lokomotiv Mosca.

## Le squadre
| Squadre               | Qualificazione                                                        | Partecipazioni precedenti (il grassetto indica la vittoria) |
| --------------------- | --------------------------------------------------------------------- | ----------------------------------------------------------- |
| Zenit San Pietroburgo | Vincitore della Prem'er-Liga 2019-2020 e della Kubok Rossii 2019-2020 | 7 (2008, 2011, 2012, 2013, 2015, 2016, 2019)                |
| Lokomotiv Mosca       | Seconda classificata della Prem'er-Liga 2019-2020                     | 7 (2003, 2005, 2008, 2015, 2017, 2018, 2019)                |

## Tabellino
| Arbitro: | Vilkov (Nižnij Novgorod) |

|                       |           |             |
| Dzjuba 14’ Ozdoev 69’ | Marcatori | 71’ Ćorluka |